# Piltandvinge
Piltandvinge (Notodonta ziczac) är en fjäril i familjen tandspinnare.

## Kännetecken
Fjärilen har ett vingspann på 34 till 43 millimeter för hanen. Honan är något större med ett vingspann på mellan 40 och 46 millimeter. Kroppen och vingarna har olika bruna och gråa nyanser och en karakteristisk skärformad svart diskfläck på framvingen. Larven är 35 till 45 millimeter lång som fullvuxen med en violott färg. De bakersta segmenten är orangefärgade. Ryggen har två pucklar.

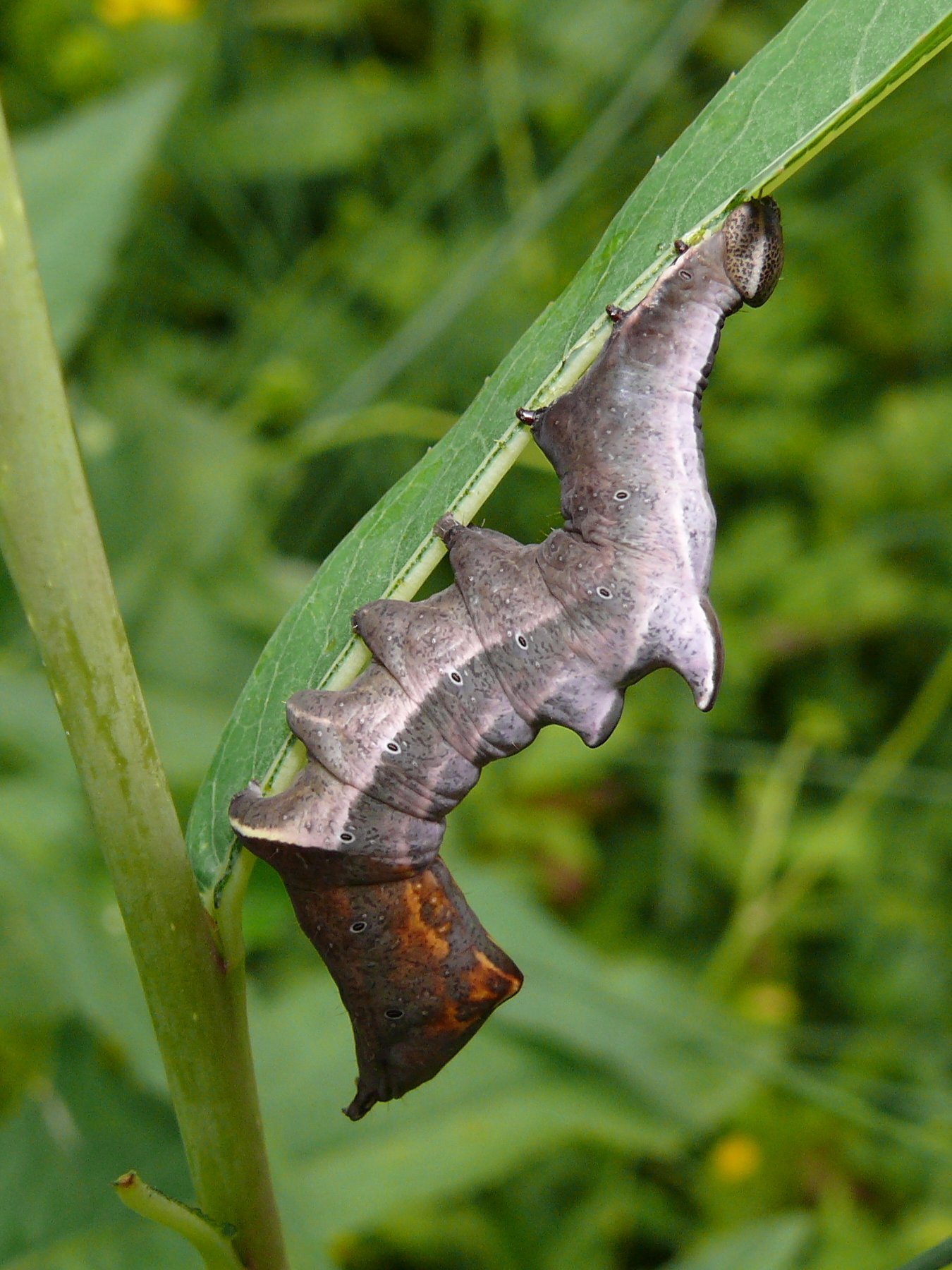
Larv i sin karakteristiska S-formade viloställning.

## Utbredning
Piltandvinge finns i större delen av Norden utom på kalfjället och längst i norr. Den saknas också på Island. Den finns i större delen av Europa och Nordafrika och vidare österut genom Ryssland till Jakutien.

## Levnadssätt
Piltandvinge finns i områden med mycket viden och asp men helst inte i för täta och mörka skogar. Den flyger på nätterna, i södra Norden i två överlappande generationer, den första från början av maj till början av juli, den andra från juli till slutet av augusti. Längre norrut förekommer bara en generation från mitten av juni till mitten av juli. Äggen läggs enstaka eller i grupper med 2 till 3 ägg på undersidan av värdväxtens blad ofta relativt nära marken. De förpuppas i förnan och andra generationens puppa övervintrar.